# Georg von Gayl
Georg Freiherr von Gayl (25 tháng 2 năm 1850 tại Berlin – 3 tháng 5 năm 1927 tại Stolp, Pommern) là một sĩ quan quân đội Phổ, đã từng tham chiến trong cuộc Chiến tranh Pháp-Đức (1870 – 1871) và cuộc trấn áp phong trào Nghĩa Hòa đoàn ở Trung Quốc. Với cấp bậc Thượng tướng Bộ binh, ông đã tham gia nhiều trận đánh khốc liệt của cuộc Chiến tranh thế giới thứ nhất (1914 – 1918), và được tặng thưởng Huân chương Quân công vì thành tích của mình trong cuộc Tổng tấn công Mùa xuân 1918.

## Tiểu sử
Georg sinh vào tháng 2 năm 1850 ở Berlin, trong một gia đình có dòng dõi nhà binh, và là con trai của Thượng tướng Bộ binh về sau này Wilhelm Freiherr von Gayl (1814 – 1879). Một trong những tổ phụ của ông, Otto Wilhelm Ernst von Gayl, đã được vua Friedrich Wilhelm III của Phổ trao tặng Huân chương Quân công vào ngày 25 tháng 8 năm 1810.
Sau khi học tập trong quân đoàn thiếu sinh quân, Gayl đã gia nhập Trung đoàn Bộ binh số 96 (số Thüringen) tại Gera với cấp hàm Thiếu úy vào ngày 12 tháng 4 năm 1869. Ông đã cùng với đơn vị của mình chiến đấu trong cuộc Chiến tranh Pháp-Đức (1870 – 1871), và được tặng thưởng Huân chương Thập tự Sắt hạng II trong cuộc chiến. Kể từ ngày 1 tháng 7 năm 1871 cho đến ngày 1 tháng 1 năm 1872, Gayl làm sĩ quan phụ tá của Tiểu đoàn III, sau đó ông giữ chức sĩ quan phụ tá trung đoàn cho đến ngày 30 tháng 9 năm 1873. Tiếp theo đó, ông được cắt cử vào học tại Học viện Quân sự Phổ từ ngày 1 tháng 10 năm 1873 cho tới tháng 7 năm 1876. Vào ngày 30 tháng 4 năm 1877, Gayl được lên quân hàm Trung úy, sau đó ông được đổi làm sĩ quan phụ tá Lữ đoàn Bộ binh số 30 tại Koblenz vào ngày 11 tháng 12 năm đó. Sau một năm rưỡi phục vụ ở đây, Gayl được điều vào Bộ Tổng tham mưu ở kinh đô Berlin. Ở đây, ông làm việc trong vòng 3 năm, sau đó ông được đổi sang Trung đoàn Phóng lựu Hộ vệ "Vua Friedrich Wilhelm III" (số 1 Brandenburg) số 8 tại Frankfurt (Oder). Đồng thời với việc lên chức Đại úy, ông được bổ nhiệm làm một chức Đại đội trưởng trong trung đoàn của mình. Ông nắm cương vị này cho đến ngày 3 tháng 12 năm 1884, tiếp theo đó ông vào Bộ Tổng tham mưu trong một thời gian ngắn rồi gia nhập Bộ Tham mưu của Quân đoàn X. Vào ngày 20 tháng 5 năm 1886, Gayl được chuyển làm Sĩ quan tham mưu thứ nhất trong Bộ Tham mưu của Sư đoàn số 8, và được lãnh chức vụ tương tự trong Bộ Tham mưu của Quân đoàn IX ba năm sau đó. Trong thời gian này, ông được phong cấp bậc Thiếu tá vào ngày 22 tháng 3 năm 1889. Với cấp hàm này, Gayl được ủy nhiệm làm Tiểu đoàn trưởng Tiểu đoàn II của Trung đoàn Bộ binh số 76 "Hamburg" (số 2 Hansestadt) vào ngày 26 tháng 11 năm 1892. Sau khi ông được thăng hàm Thượng tá vào ngày 14 tháng 5 năm 1894, Gayl gia nhập Bộ Tham mưu trung đoàn vào ngày 18 tháng 8 năm 1894. Sau đó, vào ngày 27 tháng 1 năm 1895, Gayl một lần nữa chuyển vào phục vụ Quân đoàn IX, và kể từ đây ông là Tham mưu trưởng của quân đoàn. Đến ngày 25 tháng 11 năm 1898, với quân hàm Đại tá (được phong vào ngày 22 tháng 3 năm 1897), ông được lãnh chức Chỉ huy trưởng Trung đoàn Bộ binh số 27 "Vương tử Louis Ferdimand của Phổ" (số 2 Magdeburg) số 27.
Gần hai năm sau, Gayl được phong quân hàm Thiếu tướng với hiệu lực vào ngày 12 tháng 8 năm 1900. Chẳng bấy lâu sau đó, ông được nhậm chức Chủ nhiệm Tổng cục hậu cần trong Bộ Chỉ huy Tối cao quân đội ở phương Đông dưới quyền Thống chế Alfred von Waldersee vào ngày 18 tháng 8 năm 1900. Trong cuộc trấn áp phong trào Nghĩa Hòa đoàn, Gayl đã phát động một cuộc viễn chinh đến Trương Gia Khẩu và từ năm 1901, ông là Tham mưu trưởng của Bộ Chỉ huy Tối cao quân đội ở phương Đông. Để ghi nhận công trạng của ông tại Trung Quốc, Đức hoàng Wilhelm II đã tặng ông Huân chương Đại bàng Đỏ hạng II đính kèm Bó sồi và Thanh gươm. Sau khi Bộ Chỉ huy Tối cao quân Đức ở phương Đông hoàn thành nhiệm vụ và được giải tán, Gayl được đưa vào ngạch Sĩ quan Trừ bị (Offizieren von der Armee) vào ngày 21 tháng 6 năm 1901.
Vào ngày 18 tháng 12 năm 1901, tướng Gayl được giao một chức vụ chỉ huy mới: ông trở thành Lữ đoàn trưởng Lữ đoàn Bộ binh số 14 đóng tại Halberstadt. Ông nắm giữ cương vị cho đến ngày 27 tháng 1 năm 1903, khi ông được chuyển vào Bộ Tổng tham mưu, và tại đây ông được bổ nhiệm làm Chủ nhiệm Tổng cục Hậu cần. Đồng thời, ông cũng là Tham mưu trưởng Cục Thanh tra quân đội I ở Danzig kể từ ngày 18 tháng 5 năm 1903. Gần một năm sau, Gayl được thăng cấp hàm Trung tướng vào ngày 24 tháng 4 năm 1904, rồi được lãnh nhiệm chức Sư đoàn trưởng Sư đoàn số 21 vào ngày 13 tháng 2 năm 1906. Sau hai năm chỉ huy sư đoàn này, ông được xuất ngũ (zur Disposition) đồng thời được phong cấp bậc Danh dự (Charakter) Thượng tướng Bộ binh.
Vào ngày 13 tháng 9 năm 1912, Gayl được phép mặc quân phục của Trung đoàn Bộ binh số 27 "Vương tử Louis Ferdinand của Phổ" (số 2 Magdeburg).
Vào năm 1912, ông được bầu vào Viện Quý tộc Phổ. Ông đã thực hiện một nhiều chuyến du ngoạn và vài lần đến thăm các thuộc địa và xứ bảo hộ của Đức. Trở về Đức, ông đã đọc nhiều bài thuyết trình về những điều mà ông tai nghe mắt thấy. Năm 1913, ông trở thành Phó Chủ tịch hành pháp của Hiệp hội Thuộc địa Đức.

### Chiến tranh thế giới thứ nhất
Trong cuộc tổng động viên vào ngày 1 tháng 8 năm 1914 khi Chiến tranh thế giới thứ nhất bùng nổ, Gayl được triệu hồi và ban đầu ông được bổ nhiệm làm Tư lệnh Thế phẩm Tối cao với nhiệm vụ đặc biệt (Höherer Ersatz-Kommandeur z.b.V.). Vào ngày 20 tháng 8 năm 1914, ông được lãnh chức Chỉ huy trưởng Sư đoàn Thế phẩm số 10 (10. Ersatz-Division) mới được thành lập, một phần thuộc biên chế của Tập đoàn quân số 10 và cùng với đơn vị này ông đã chiến đấu trong trận đánh ở Lorraine từ ngày 20 cho đến ngày 21 tháng 8 năm 1914. Về sau, cũng trong năm đó, sư đoàn đã tham gia giao chiến khốc liệt giữa sông Meuse và Moselle, trước khi họ được chuyển sang Flirey trong tình trạng chiến tranh chiến hào. Vào năm 1916, sư đoàn của ông tham chiến trong trận sông Somme, sau đó họ phải rời mặt trận này do kiệt sức và được điều đến vùng Champagne. Tại đây, họ chiến đấu trong cục diện chiến tranh trận địa phía trước Verdun trong vòng vài tháng và tham gia trận sông Aisne lần thứ hai vào năm 1917.
Gayl được bãi nhiệm vào ngày 24 tháng 5 năm 1917 và sau đó ông được chuyển vào ngạch Sĩ quan Trừ bị. 3 tháng sau, vào ngày 24 tháng 8 năm 1917, ông được giao quyền chỉ huy Sư đoàn Dân quân số 13, khi ấy đang án ngữ tại tuyến phòng ngự Siegfried. Mặc dù đơn vị này chỉ được trang bị và tổ chức với tầm cỡ của một sư đoàn phòng ngự trên chiến tuyến (Stellungsdivision), họ đã tham gia trận đột phá chiến tuyến của phe Hiệp ước ở St. Quentin-Le Fére. Họ được vượt sông Oise thành công và đánh bật quân địch về kênh Crozat và Chauny. Nhờ thắng lợi của sư đoàn, Gayl được tặng thưởng Huân chương Quân công cao quý nhất của Phổ vào ngày 8 tháng 5 năm 1918.
Trong năm cuối của cuộc chiến, Gayl chỉ huy tham gia trận bão táp tại cao nguyên Chemin des Dames, và cuối cùng họ tham chiến tại cao nguyên Woëvre. Sau khi Hiệp định đình chiến được ký kết vào tháng 11 năm 1918, sư đoàn của ông rút lui về nước, nơi họ được phục viên và giải thể. Sau đó, Gayl giải ngũ vào ngày 2 tháng 12 năm 1918 và về hưu. Ông từ trần vào tháng 5 năm 1927 tại tỉnh Pommern.